# Daniel Calén
Daniel Calén, född 5 juli 1755 i Kättilstads församling, Östergötlands län, död 3 april 1825 i Kättilstads församling, Östergötlands län, var en svensk präst.

## Biografi
Daniel Calén föddes 1755 i Kättilstads församling. Han var son till kyrkoherden Isaac Calén i Kättilstads församling och Anna Katarina De Rogiér. Calén blev 1773 student vid Uppsala universitet och avlade 1779 magistergraden. Han blev 12 december 1780 docent i moral. philos. vid Uppsala universitet och prästvigdes 16 december 1781. Calén blev 6 september 1784 gymnasieadjunkt vid Linköpings gymnasium och 11 januari 1786 rektor vid skolan. Han blev 28 november 1787 kyrkoherde i Kättilstads församling, tillträdde 1789 och utnämndes 29 januari 1800 till prost. Calén var från 14 maj 1807 till 1824 kontraktsprost i Kinds kontrakt och var riksdagsman vid riksdagen 1810. Han avled 1825 i Kättilstads församling.

### Familj
Calén gifte sig 25 oktober 1786 med Fredrika Kristina Drangel (1759–1815), dotter till kyrkoherden D. Drangel i Tuna församling. Fredrika Kristina Drangel var änka efter rektorn L. A. Planander vid Söderköpings trivialskola. Calén och Drangel fick tillsammans barnen Isak Calén (1787–1789), Eva Katarina Calén (född 1788) som var gift med kyrkoherden Nils Engströmer i Ekebyborna församling, Hedvig Fredrika Calén (1790–1859) som var gift med kronofogden Håkan Jöransson i Hägerstads församling, lantbrukaren Danile Calén (1791–1833), komministern Göran Gideon Calén (född 1792) i Slaka församling, Maria Charlotta Calén (född 1794) som var gift med kyrkoherden Johan Olof Wæners i Hägerstads församling och Anna Lovisa Calén (1796–1821).